# Wilhelm Zorn
Wilhelm Zorn (ur. ?, zm. ?) – niemiecki as myśliwski z czasów I wojny światowej z 8 potwierdzonymi oraz trzema niepotwierdzonymi zwycięstwami powietrznymi.
Do Jagdstaffel 60 przybył na początku 1918 roku. Pierwsze zwycięstwo odniósł 24 marca nad samolotem Sopwith Camel. Ostatnie ósme zwycięstwo odniósł 24 kwietnia 1918 roku. W okolicach Noyon zestrzelił samolot Berguet XIV. Tego samego dnia został zestrzelony i dostał się do niewoli. Dalsze jego losy nie są znane. 